# Johan Bøgh
Johan Wallace Hagelsteen Bøgh (27 de mayo de 1848 – 22 de julio de 1933) fue un director de museo e historiador de arte noruego radicado en la ciudad de Bergen.

## Vida personal
Nació en Bergen como hijo del magistrado distrital Ole Bøgh (1810–1872) y su esposa Anna Dorothea Sagen (1809–1850). Fue hermano de Albert Vilhelm Bøgh. On the maternal side he was a grandson of Lyder Sagen.
En octubre de 1875 se casó con Wenche Gran (1852–1916), hija del comerciante Christen Knagenhjelm Gran y nieta del político Jens Gran. Su hijo Christen Gran Bøgh fue un notable jurista y administrador de turismo.Su esposa era hermana de Gerhard Gran, y la hermana de su esposa, Hanne, se casó con Gerhard Armauer Hansen.

## Carrera
Después de la escuela, Bøgh tuvo primero una breve estancia en la Real Universidad Frederick, donde se involucró en la Sociedad de Estudiantes Noruegos. Luego intentó su talento como escritor de ficción, pero no logró destacarse. Posteriormente, ocupó varios trabajos en el sector cultural en Bergen. Entre otros, ayudó a fundar el teatro Den Nationale Scene en 1876, fue el primer presidente de la junta y luego líder artístico durante cuatro temporadas. Fundó el Museo de Arte Decorativo de Noruega Occidental en 1889 y fue gerente de esta institución hasta 1931, cuando se retiró a los 83 años. Esta última institución se benefició de donaciones de Christian Sundt y Johan Munthe. También ayudó a fundar Norske Museers Landsforbund, una precursora de Norges Museumsforbund. Después de su educación abandonada en Kristiania, Bøgh realizó viajes de estudio independientes en Europa continental, y pudo publicar varios libros sobre historia del arte. También estuvo involucrado en la Bergens Kunstforening, y fue miembro honorario de Vestlandske Kunstindustriforening desde 1932.
Fue miembro de la Academia Noruega de Ciencia y Letras desde 1913 hasta su muerte. Fue proclamado Caballero de Primera Clase de la Real Orden Noruega de San Olaf en 1899, y fue ascendido a Comandante en 1926. También fue Caballero de la Orden Danesa del Dannebrog y de la Orden Rusa de San Estanislao. Murió en 1933 en Bergen.